# GPD XD
GPD XD是由中國公司GamePad Digital在2015年底發布的基於Android的掌上遊戲機。它與任天堂3DS XL 形式相似，具有單個電容式觸摸屏，(有2個控制桿，十字键，15個按鈕，四個肩鍵)。以及針對運行仿真器和其他原生Android軟件進行了優化。具有單個電容式觸摸屏，以及針對運行仿真器和其他原生Android軟件進行了優化。

## 軟件
Android 4.4.4作為標準安裝，包括一個Metro啟動的啟動器，遊戲模擬器和應用程序。股票系統軟件可以替換為更新的基於社區的版本，例如Legacy ROM，刪除不必要的的應用程序，添加Google Play，提高某些模擬器的性能，啟用root訪問以及超頻至1.8GHz。
虛擬控制映射器實用程序包含在所有版本的系統軟件中，允許使用不支持它們的遊戲的物理控件。

## 硬件
GPD XD包含一個Rockchip RK3288 SoC，該芯片由時鐘頻率為1.4 GHz的ARM Cortex-A17和與時鐘頻率為600 MHz的Mali-T764組成。這使得XD可以用於本機3D加速Android遊戲以及運行模擬器，這是該設備的主要賣點。該設備的功率允許它仿真世嘉Dreamcast系統，儘管質量不同。該系統還具有2 GB的DDR3-SDRAM和720p顯示屏。